# Söderköpings församling
För församlingen med detta namn som fanns före 1953, se S:t Laurentii församling.
Söderköpings församling var en församling i Linköpings stift inom Svenska kyrkan i Söderköpings kommun. 
Församlingen uppgick 1 januari 2010 i Söderköping S:t Anna församling.

## Administrativ historik
Namnet återfanns som ett namn S:t Laurentii församling hade till 1953, och namnet återkom 1 januari 2005 genom sammanslagning av S:t Laurentii församling, Drothems församling och Skönberga församling, och bildade då ett eget pastorat. Församlingen uppgick 1 januari 2010 i Söderköping S:t Anna församling.
Församlingskod var 058201.

## Kyrkor
- Sankt Laurentii kyrka
- Drothems kyrka
- Skönberga kyrka